# Todor Petrović
Todor Petrović (Kirin Serbia: Тодор Петровић; sinh 18 tháng 8 năm 1994) là một tiền vệ bóng đá Serbia-Bosnia thi đấu cho Câu lạc bộ Bóng đá Công an Nhân dân.